# Cascabulho (Cabo Verde)
Cascabulho é uma aldeia que fica na zona norte da ilha do Maio, em Cabo Verde. Tem 204 habitantes (censo de 2010).   Cerca 18 km norte do capital da ilha e norte esse Terras Salgadas(onde se encontra o parque natural do norte da ilha do Maio)
As atividades económicas nesta pequena povoação são principalmente a agricultura, criação de gado, pesca e comércio de carvão.
O único clube multidesportivo na aldeia este Real Marítimo, fundado em 1986. Atualmente não participa do campeonato regional de futebol do Maio (ARFM)